# Carlos Keller Sarmiento
Carlos Oscar Keller Sarmiento (Buenos Aires, 28 de febrero de 1934-ibídem, 11 de julio de 2011) fue un diplomático de carrera argentino. Se desempeñó como embajador en Hungría, Italia y Alemania y como representante argentino en la Organización de las Naciones Unidas para la Alimentación y la Agricultura (FAO).

## Biografía
Asistió al Liceo Militar General San Martín y luego a la Universidad del Salvador, donde estudió diplomacia y relaciones internacionales.
Ingresó al servicio exterior en 1953. A lo largo de su carrera, fue secretario en la embajada argentina en Bonn (1958-1960), integrante de la representación argentina en el Organismo Internacional de Energía Atómica en Viena (1960-1962) y agregado cultural en Roma (1965-1968). Entre 1968 y 1970 cumplió funciones en el Ministerio de Economía.
Luego retornó al exterior, siendo consejero en la embajada ante la Santa Sede (1970-1972) y en el consulado argentino en Amberes (Bélgica) de 1972 a 1975. Regresó a la Argentina, cumpliendo funciones en la división Naciones Unidas del Departamento de Organismos Internacionales en el Ministerio de Relaciones Exteriores y Culto. Posteriormente fue subjefe de misión en Alemania Occidental (1977) e Italia (1977-1980), donde también fue representante permanente de Argentina en la Organización de las Naciones Unidas para la Alimentación y la Agricultura (FAO). Allí fue vicepresidente del Consejo en 1979.
A fines de 1981, el ministro de Relaciones Exteriores y Culto Nicanor Costa Méndez (bajo la presidencia de facto de Leopoldo Fortunato Galtieri) lo nombró a cargo de la Dirección de Europa Occidental. En marzo de 1982, tras una reunión donde Costa Méndez adelantó el desembarco en las islas Malvinas ante un grupo de diplomáticos, escribió un memorando para el Canciller donde se manifestó en contra de la acción bélica, advirtiendo del resultado «dudoso» para la Argentina. Posteriormente, uno de sus hijos fue soldado en la guerra.
En diciembre de 1982 fue nombrado embajador en Hungría por el presidente de facto Reynaldo Bignone, ocupando el cargo hasta 1987, cuando fue designado cónsul general en Nueva York (Estados Unidos). En junio de 1991 el presidente Carlos Menem lo designó embajador en Italia, presentando sus cartas credenciales ante el presidente Francesco Cossiga el 28 de octubre de ese año. En 1994 mediante un acuerdo por canje de notas, estableció relaciones diplomáticas entre Argentina y San Marino.
Entre 1994 y junio de 1998 fue embajador en Alemania. En mayo de 1997 inauguró la residencia de la embajada en Berlín junto al presidente Menem, dos años antes de que las autoridades alemanas finalizaran su traslado desde Bonn. La residencia había sido entregada por el gobierno alemán en compensación por la anterior embajada argentina que había sido destruida en un bombardeo durante la Segunda Guerra Mundial.
Falleció en julio de 2011 a los 77 años.
En 2014 la Administración Federal de Ingresos Públicos (AFIP) publicó un listado de más de 4000 argentinos con cuentas en el banco HSBC en Suiza, entre los cuales fue incluido Keller Sarmiento.

## Obra
- Vivencias rescatables de un diplomático de carrera, 1934-1982 (2001).[14]